# Wapen van Poperinge
Het wapen van Poperinge werd op 4 januari 1995 per Ministerieel besluit aan de West-Vlaamse gemeente Poperinge toegekend. Het wapen werd eerder in 1838 en 1875 in gewijzigde vorm toegekend.

## Geschiedenis
De plaats Poperinge wordt tussen 844-864 als eerste vermeld als Pupurninga villa. Poperinge behoorde toen tot de Sint-Bertijnsabdij te Sint-Omaars, dit zou zo blijven tot aan de Franse Revolutie.
De plaats Poperinge had voor de eerste helft van de zestiende eeuw (op zegel) een wapen dat van sabel (zwart) was, dat werd daarna veranderd in keel (rood). Dit zou tot nu toe zo blijven. Poperinge deelde haar wapen met de Sint-Bertijnsabdij in de 17e eeuw, waardoor het wapen dus verwijst naar het wapen van de abdij.
Bij de eerste toekenning van het wapen in 1838 kreeg het wapen een markiezenkroon en de gehandschoende hand houdt in 1838 de kromstaf nog helemaal vast. In 1875 bij de tweede toekenning is de gehandschoende hand wat opener en werd er een ring aan toegevoegd.
Bij de laatste toekenning in 1995 werd de markiezenkroon vervangen door een stedenkroon, omdat de plaats als stad er recht op had. Ook werd bij de laatste toekenning een Frans Oorlogskruis aan het wapen toegevoegd.

## Blazoenering
De blazoenering uit 1838 luidt als volgt:
Een rood veld, waerop eene gouden regte hand gedraeyd ter linker zyde en houdende eenen staf van eenen gemyterden abt ook van goud, het wapen gedekt met eene gouden kroon.
De tweede Blazoenering uit 1875 luidt in het Frans als volgt:
De gueules, à la main appaumée et gantée d'or et l'index orné d'un anneau, muvant du flanc senestre et tenant une crosse d'abbé mitré, de même. L'écu timbré d'une couronne d'or.
De derde Blazoenering uit 1995 luidt als volgt:
In keel een gehandschoende gestrekte hand, de wijsvinger versierd met een ring, komende uit de linkerzijde en houdende een staf van een abt, alles van goud. Het schild getopt met een stedekroon met vijf torens van goud en getooid met het Frans oorlogskruis met palm.

## Vergelijkbare wapens

Het wapen van Savigny
Het wapen van Beaulieu-en-Argonne
Het wapen van de stad Puurs